# Yun Kōga
高河・ゆん
Yun Kōga (高河 ゆん, Kōga Yun) est une mangaka née le 9 juillet 1965 à Shinagawa au Japon.
Elle fait ses débuts dans les dōjinshi en parodiant de grands classiques du manga japonais tels que Gundam Wing. Son tout premier manga, Metal Heart, paraît en 1986 dans Comic VAL. Elle est réputée pour ses scénarios mêlant à la fois shōnen-ai et science-fiction, mais aussi pour son style graphique fluide et très élégant.

## Biographie
Risa Kimura (木村理沙, Kimura Risa) est née le 9 juillet 1965 à Shinagawa au Japon. Elle se marie le 8 juillet 1992 et devient Mme Risa Yamada (山田理沙, Yamada Risa) et donnera naissance à leur fille Miyabi en mai 1994. Elle vit actuellement à Setagaya.

## Œuvre

### Manga

#### En cours
- Loveless (LOVELESS, Loveless?) - (2001- en cours)
- Tenshichou (天使庁, Tenshichou?) - (2002-2007)
- Kill Me (KILL ME, Kill Me?) - (2003-2006)
- Satou-kun to Tanaka-san -The blood highschool (佐藤くんと田中さん -The blood highschool, Satou kun to Tanaka san The blood highschool?) - (2007- en cours)
- Akuma no Riddle (悪魔のリドル, Akuma no Ridoru?) (2012- en cours)

#### Terminés
- Earthian (アーシアン, Āshian?) - (1987-1995)
- Saffron Zero Beat (サフラン・ゼロ・ビート, Sahuran Zero Bīto?) - (1988-1991)
- Kodomotachi wa Yoru no Juunin (子供たちは夜の住人, Kodomotachi wa Yoru no Juunin?) - (1988-1990)
- Rōrakaizā (ローラカイザー, Rōrakaizā?) - (1988-1993)
- REN AI - Renai - (REN-AI 恋愛, Renai?) - (1989-1999)
- You're My Only Shinin' Star (You're My Only Shinin' Star 君はぼくの輝ける星, You're My Only Shinin' Star?) - (1989-1990)
- Kiga Ichizoku (飢餓一族, Kiga Ichizoku?) - (1992-1993)
- Choujuu Densetsu Gestalt (超獣伝説ゲシュタルト, Choujuu Densetsu Gesyutaruto?) - (1992-2001)
- Yousei Jiken (妖精事件, Yousei Jiken?) - (1993-1999)
- La Vie en Rose (LA VIE EN ROSE, Ra Vi an Rōzu?) - (1995-1998)
- Renai Crown (恋愛-CROWN-, Renai Crown?) - (1998-2002)
- Hapipuri (はぴぷり, Hapipuri?) - (1999-2001)
- Earthian Gaiden Himitsu no Hanazono (アーシアン外伝 秘密の花園, Āshian Gaiden Himitsu no Hanazono?) - (2002)

#### Incomplets
- B-gata Doumei (B型同盟, Bī gata Doumei?) - (1988-1989)
- Genji (源氏, Genji?) - (1988-1995)
- Yajou Teikoku (夜嬢帝国, Yajou Teikoku?) - (1988-1989)
- Arisu in Wonderland (ありす IN WONDERLAND, Arisu in Wonderland?) - (1989-1992)
- Vanpu - Kyuuketsu no To - (ヴァンプ-吸血の徒-, Vanpu - Kyuuketsu no To -?) - (1989-1996)
- Hurricane Hill (ハリケーン・ヒル, Harikên Hiru?) - (1997)
- Chronicle (クロニクル, Kuronikuru?) - (1987-1999)

#### Courts
- Metal Heart (メタルハート, metaru hāto?) - (1986)
- Mind Size (マインドサイズ, Maindo Saizu?) - (1987)
- Glass Magic (グラス・マジック, Gurasu Majikku?) - (1988)
- Hot Staff '88 (ほっと・すたっふ'88, Hotto Sutahhu '88?) - (1988)
- Ōkami wo Meguru Bouken (狼をめぐる冒険, Ōkami o Meguru Bouken?) - (1989)
- Kugatsu no Natsu (9月の夏, Kugatsu no Natsu?) - (1989)
- Yakusoku no Natsu (約束の夏, Yakusoku no Natsu?) - (1991)
- Yousei Jiken 1992 (妖精事件 1992, Yousei Jiken 1992?) - (1992)
- Kurayamizaka (暗闇坂, Kurayamizaka?) - (1999)

#### Collaboration
- Wakakusa Monogatari (若草物語, Wakakusa Monogatari?) - (1985) scénario par Louisa May Alcott
- Choushinka Enasu (超新化エナス, Choushinka Enasu?) - (1988-1989) scénario par Toshiki Hirano
- Carol - K (CAROL-K, Carol Kei?) - (1995-1998) scénario par Naoto Kine
- Clock Tower Ghost Head (クロックタワーゴーストヘッド, Kurokkutawā gōsutoheddo?) - (1998) scénario par Human Entertainment
- Majuu no Kuru Yoru (魔獣の来る夜, Majuu no Kuru Yoru?) - (2001) scénario par Kaoru Kurimoto
- Houkago, Nanajikan-me. (放課後、七時間目。, Houkago Nanajikan me?) - (2006) scénario par Nishio Ishin
- Mobile Suit Gundam 00 in those days (機動戦士ガンダム00 in those days, Kidou Senshi Gandamu Daburu Ō in those days?) - (2008-2010) scénario par Sunrise (studio)
- Neon Genesis Evangelion Comics Tribute (新世紀エヴァンゲリオン コミックトリビュート, Shin Seiki Evangerion Comics Tribute?) - (2010) scénario par Gainax, khara inc.
- Mobile Suit Gundam 00 Paradise TV (機動戦士ガンダム00 楽園TV, Kidou Senshi Gandamu Daburu Ō Rakuen TV?) - (2010) scénario par Sunrise
- Itsuka Dokoka no Matikado de (いつかどこかの街角で, Itsuka Dokoka no Matikado de?) - (2010) scénario par Sunrise

#### Œuvres publiées en français
- La vie en rose, Tome 1, Soleil Productions, 1 volume, 2003.
- La vie en rose, Tome 2, Soleil Productions, 1 volume, 2003.
- La Vie en rose, tomes 1 et 2, Soleil Productions, 1 volume, 2003.
- Loveless, Soleil Productions, 12 volumes (en cours), 2007-2013.

### Character Designer
- Carol (1989) - Film anime
- High school aura buster - OVA
- Imadoki no Vampire: Bloody Bride (1996) - Jeu vidéo
- Gundam 00 (2007-2009) - série TV anime
- Gundam 00 -A wakening of the Trailblazer- (2010) - Film anime

### Art Books
- LOVE SONGS (1988)
- SSSSPECIAL (1989)
- YOUR EYES ONLY (2005)
- Mobile Suit Gundam 00 Kouga Yun Design Works (機動戦士ガンダム00 高河ゆんデザインワークス?) (2009)
- Mobile Suit Gundam 00 Kouga Yun Dear Meisters COMIC&ARTS (機動戦士ガンダム00 高河ゆん Dear Meisters COMIC&ARTS?) (2009)
- Mobile Suit Gundam 00 Kouga Yun Works Complete (劇場版機動戦士ガンダム00 高河ゆんワークスコンプリート?) (2010)